# Castello di Caccamo
Il castello di Caccamo è una costruzione difensiva di Caccamo, uno dei più grandi e meglio conservati tra i castelli normanni in Sicilia e in Italia. Il maniero sorge sulla sommità di un imponente roccione, alto 513 metri sul livello del mare, posto alle pendici di Monte Rotondo (m 919) e dominante sulla campagna circostante, la vallata del fiume San Leonardo e la diga Rosamarina.

## Storia

### Epoca normanno - sveva
Il sito in origine, per la particolare posizione strategica, era probabilmente occupato da una fortezza o torre d'avvistamento di matrice araba. Le strutture in stile normanno sono conferite da Matteo Bonello, signore di Caccamo, nel XII secolo in seguito alla riconquista dell'isola. La sala più importante all'interno è la sala della Congiura: in questo ambiente nel 1160, alcuni baroni normanni ordirono la trama contro il sovrano Guglielmo I di Sicilia. La ribellione fu sventata e sedata sul nascere.
Giovanni di Saint-Rémy, prefetto del re Carlo I d'Angiò, allo scoppio dei Vespri siciliani fuggì da Palermo rifugiandosi nella struttura dove i caccamesi lo catturarono e giustiziarono. Nel XIV secolo i rappresentanti della potente famiglia dei Chiaramonte, a partire da Manfredi I Chiaramonte, apportano radicali modifiche al complesso. Stratificazioni di ulteriori interventi strutturali minori si susseguiranno fino al XVII secolo.

### Epoca aragonese - spagnola
Nel 1480 con il matrimonio fra Fadrique Enríquez, ammiraglio di Castiglia, e l'ultima rappresentante dei Prades-Cabrera, inizia un periodo di decadenza che terminerà con l'acquisizione da parte di Filippo Amato, principe di Galati, "liquidatore" degli indebitati Henriquez.
Nel 1646 la famiglia Amato acquistò la baronia di Caccamo, elevata dal re Filippo III di Sicilia a ducato, possesso durato fino al 1813, periodo durante il quale sono eseguiti pesanti interventi che sconvolgeranno il primitivo impianto chiaramontano, con una serie di ristrutturazioni che cancelleranno le strutture medievali, convertendo di fatto il castello in palazzo signorile, arricchito da una serie di saloni con interessanti soffitti lignei dipinti e fregi affrescati. La costruzione raggiunge la massima estensione, perdendo le peculiarità strategica che aveva fino ad allora rivestito.

### Epoca contemporanea
Dopo il 1813 la famiglia De Spucches, principi di Galati, sono i nuovi proprietari, assumono il titolo di duchi di Caccamo. I componenti della casata col possesso operano un drastico restauro stilistico, il castello diviene una grande struttura costruita in pietra bianca arroccata sullo sperone roccioso, ha uno sviluppo con pianta irregolare, possenti mura con merli a coda di rondine, bifore in stile medievale, torri, fossato e un cortile. L'interno è costituito da un dedalo di stanze e scale alla stregua di una dimora reale.
Nel 1823 un terremoto abbatte la Torre Mastra. Primo evento infausto di un progressivo processo di decadimento che, nonostante l'impegno dei De Spucches, sfocerà in una serie di crolli che coinvolgeranno l'intero impianto. Nel mese di ottobre del 1963 la dimora è acquistata dalla Regione siciliana. Il riadattamento comportò lunghi lavori di restauro che ebbero inizio nel 1974. Nel 2012 sono iniziati i lavori di allestimento del nuovo museo delle armi antiche del castello: MAAC.

## Galleria d'immagini

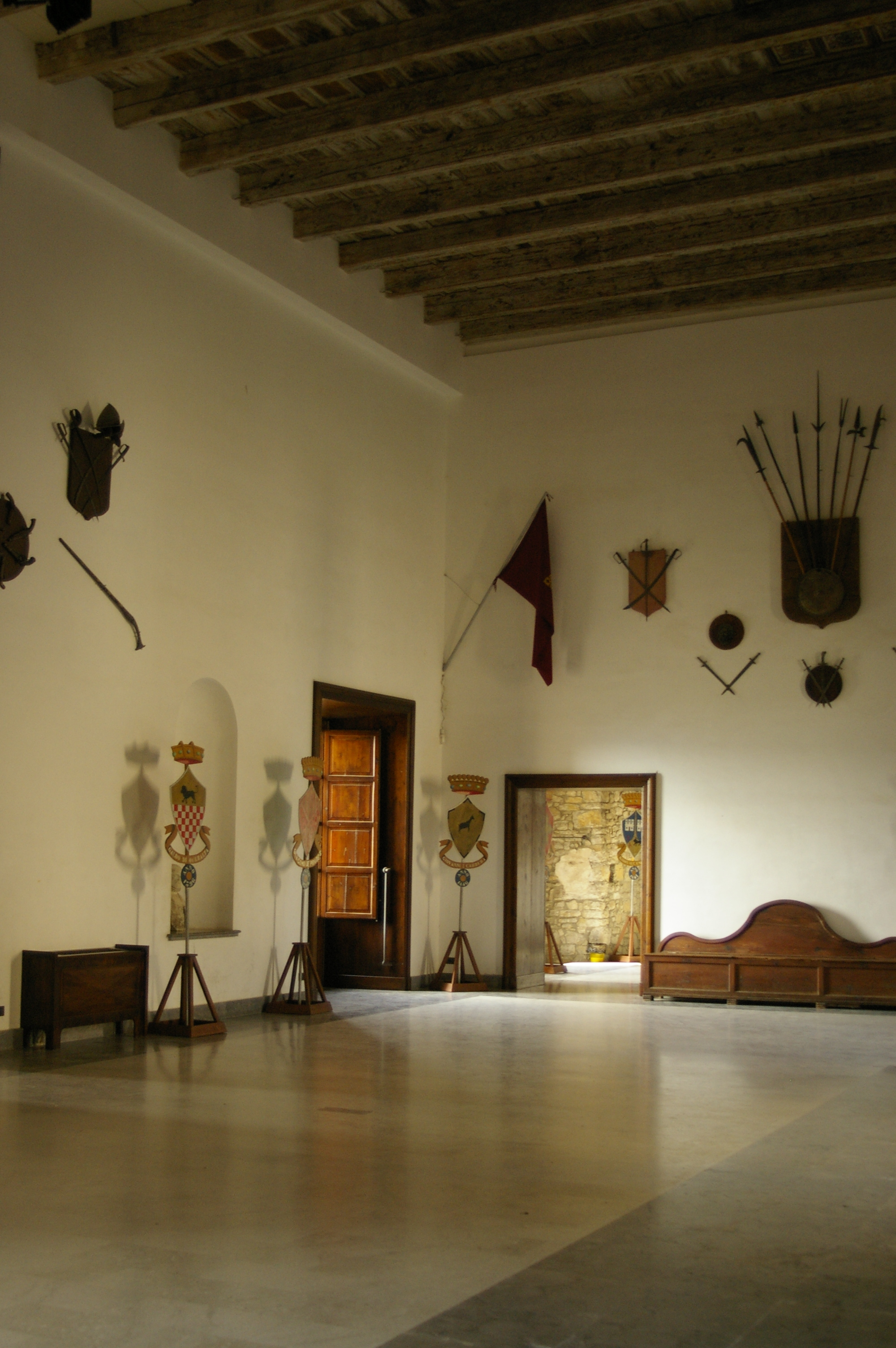
La sala della Congiura